# جاي س. هيغينبوثمان
جاي س. هيغينبوثمان (بالإنجليزية: J. C. Higginbotham)‏ هو عازف جاز أمريكي، ولد في 11 مايو 1906، وتوفي في 26 مايو 1973 في نيويورك في الولايات المتحدة.

## وصلات خارجية
- جاي س. هيغينبوثمان على موقع IMDb (الإنجليزية)
- جاي س. هيغينبوثمان على موقع ميوزك برينز (الإنجليزية)
- جاي س. هيغينبوثمان على موقع إن إن دي بي (الإنجليزية)
- جاي س. هيغينبوثمان على موقع أول ميوزيك (الإنجليزية)
- جاي س. هيغينبوثمان على موقع ديسكوغز (الإنجليزية)